# Мюнстер (Гессен)
Мюнстер (нім. Münster) — громада в Німеччині, знаходиться в землі Гессен. Підпорядковується адміністративному округу Дармштадт. Входить до складу району Дармштадт-Дібург.
Площа — 20,74 км2. Населення становить 14 450 ос. (станом на 31 грудня 2020).